# Beschleuniger (Betonzusatzmittel)
Als Beschleuniger (kurz: BE) werden Betonzusatzmittel bezeichnet, die das Erstarren oder das Erhärten eines Betons oder Mörtels beschleunigen. Unterschieden wird deshalb zwischen Erstarrungsbeschleunigern und Erhärtungsbeschleunigern. Sonderformen des erstgenannten Mittels sind zudem die Spritzbetonbeschleuniger.

## Einsatz und Eigenschaften
Eingesetzt werden Beschleuniger, um eine geforderte Betonfestigkeit möglichst rasch zu erreichen. Dies kann aus unterschiedlichen Gründen gewollt sein.
Bei Spritzbeton ebenso wie bei Betonagen in Fließgewässern oder der Reparatur von Wassereinbrüchen sollte der Beton nach der Verarbeitung umgehend erstarren, um den Auftrag weiterer Schichten zu ermöglichen bzw. um nicht durch Wasserbewegungen ausgewaschen zu werden.
Beim Bauen im Winter werden Beschleuniger auch als „Frostschutzmittel“ eingesetzt. Durch die schnellere Festigkeitsentwicklung ist es früher möglich, den jungen Beton Frost auszusetzen. Weiterer Vorteil des Einsatzes ist die Verkürzung der Ausschalfristen und damit eine kürzere Bauzeit.
Nachteilig wirken sich Beschleuniger auf die Endfestigkeit des Betons aus. Außerdem verringert sich in der Regel die Nacherhärtung und die Wasserundurchlässigkeit. Eine falsche Dosierung kann zudem zu einem „Umschlagen“ der Wirkung führen, sodass das Mittel wie ein Verzögerer wirkt.
Ein üblicher Beschleuniger für unbewehrten Beton ist Calciumchlorid. Für bewehrten Beton werden aus Gründen der Korrosionsvermeidung chloridfreie Beschleuniger, wie alkalische Carbonate (beispielsweise Natriumcarbonat) oder Aluminate wie Tricalciumaluminat verwendet. Calciumchlorid wurde erstmals 1873 als Beschleuniger verwendet. Bereits 1919 wurde das Problem der Korrosionswirkung erkannt, dennoch wurde Calciumchlorid bis Anfang der 1960er Jahre mit bis zu 2 % (bezogen auf den Zementanteil im Beton) dem Beton zugesetzt. 1963 wurde die Anwendung von Calciumchlorid als Erhärtungsbeschleuniger in Deutschland verboten.